# Лимасол (округ)
Лимасол округ (грч. Λεμεσός, тур. Leymosun) је званична подручна јединица првог реда у оквиру Кипра. Званично седиште округа је истоимени град Лимасол.

## Положај и границе
Округ Лимасол се налази у југоисточном делу државе Кипар и дели границе са:
- на истоку - округ Ларнака,
- на југу - британска војна база Акротири,
- на западу - округ Пафос,
- на северу - округ Никозија.

## Природни услови
Дати округ Лимасол обухвата југ острва Кипар, са дугом обалом ка Средоземном мору на југу. Северна половина округа обухвата Тродос планине, духовно средиште православља на острву. Јужна половина округа је приобална равница, добро обрађена и густо насељена.

## Историја
Лимасол округ постоји у данашњим границама од времена британске управе над острвом, а као такав наследила га је и задржала млада кипарска држава у првим годинама постојања. Турска окупција северног дела државе 1974. није дотакла границе округа, па он данас делује у својим првобитним границама.

## Становништво и насеља
Традиционално становништво округа су били већински православни Грци и мањински муслимански Турци. Традиционално, турско становништво је веома малобројно и насељено у нижим крајевима. Међутим, са поделом Кипра оно се иселило на север, док се велики број грчких пребеглица са севера населио у округу. По последњем попису из 2001. године у делу округа под управом званичне владе живи 201.057 становника.
Највеће насеље и званично седиште округа је град Лимасол (92.000 ст.), на југу округа. Друга насеља су малог значаја.